# Список екорегіонів Єгипту
Нижче наводиться список  екорегіонів в  Єгипті, згідно  Всесвітнього Фонду дикої природи (ВФД).

## Наземні екорегіони
по  основних типах середовищ існування 

### Палеарктика

#### Середземнорські ліси, рідколісся та чагарники
- Середземноморські сухі рідколісся та степи

#### Пустелі і склерофітні чагарники
- Північносахарські степи та рідколісся
- Червономорська прибережна пустеля
- Пустеля Сахара
- Південносахарські степи та рідколісся
- Тібесті — Джебель-Увейнат гірські склерофітні рідколісся

#### Затоплювані луки і савани
- Затоплювані савани Дельти Нілу
- Сахарські галофіти

## Прісноводні екорегіони
- Сухий Сахель
- Нижній Ніл
- Дельта Нілу
- Червономорські узбережжя
- Помірний Магриб

## Морські екорегіони
- Левантійське море
- Північне та Центральне Червоне море